# Río Daró
El Daró es un río de Cataluña (España), que discurre por la comarca del Bajo Ampurdán, en la provincia de Gerona. De régimen fluvial mediterráneo, nace en el Macizo de las Gavarras. Actualmente en Gualta se bifurca con un canal artificial que en épocas de crecida desvía una parte importante de sus aguas hacía el río Ter, para evitar inundaciones en los campos de cultivo. El río sigue su curso hacia el mar Mediterráneo, alimentando las marismas de Pals.

## Afluentes
- Rissec
- Riera del Vilar
- Riera de Cantagalls
- Riera de Pastells o de Can Mercader
- Riera Grossa de Pals

## Municipios que atraviesa
- Cruilles, Monells y San Sadurní
- La Bisbal del Ampurdán
- Corsá
- Parlabá
- Serra de Daró
- Gualta. A su paso por el su núcleo urbano, pasado el antiguo puente, se bifurca con una canalización artificial que conduce parte de sus aguas hacia el río Ter, muy cercano.
- Pals. En este municipio vierte sus aguas directamente en el Mediterráneo cerca de la urbanización Mas Pinell (Torroella de Montgrí) en donde se ha convertido en la "Acequia del Molino", (Rec del Molí) de Pals.